# Lilla Skarpen
Lilla Skarpen är en klippa i Finland.   Den ligger i kommunen Pargas i den ekonomiska regionen  Åboland  och landskapet Egentliga Finland, i den sydvästra delen av landet, 200 km väster om huvudstaden Helsingfors.
Terrängen runt Lilla Skarpen är mycket platt.  Närmaste större samhälle är Korpo, 9,8 km öster om Lilla Skarpen. 